# Бел Роуз (Луизијана)
Бел Роуз (енгл. Belle Rose) насељено је место без административног статуса у америчкој савезној држави Луизијана.

## Демографија
По попису из 2010. године број становника је 1.902, што је 42 (-2,2%) становника мање него 2000. године.
| Група             | 2000.         | 2010.         |
| Белци             | 766 (39,4%)   | 777 (40,9%)   |
| Афроамериканци    | 1.163 (59,8%) | 1.104 (58,0%) |
| Азијати           | 0 (0,0%)      | 2 (0,1%)      |
| Хиспаноамериканци | 26 (1,3%)     | 8 (0,4%)      |
| Укупно            | 1.944         | 1.902         |